# Siemens-Martin-processen
Siemens-Martin-processen er en proces til fremstilling af stål ved forbrænding af kulstof og urenheder fra det smeltede råjern. Stål har modsat meget kulstofholdigt jern et højt smeltepunkt og fremstillingen af stål var derfor vanskelig. Teknikken er en variation af den såkaldte hærdfriskning. En hærd er en ovn med en fordybning til materialet, over hvilken flammen går, og varmen kastes tilbage fra en hvælving. Teknikken blev udviklet af ingeniørerne Friedrich og Wilhelm Siemens og videreudviklet af Pierre-Émile Martin og dennes far Émile Martin.

## Metoden
Siemens-Martin-processen er en videreudvikling af de dakendte muligheder for stålfremstilling i digelovne. Den væsentligste forskel består i, at temperaturen kan bringes op på 1800 °C og der dermed frembringes flydende stål. Som brændstof anvendes generatorgas (kulilte) eller olie. I begyndelsen tillod metoden produktion af mindre end 10 t ved én udtapning, men kunne senere i USA og Rusland ved brug af flydende tilsats bringes op på over 600 t.
For at frembringe stål af det fra højovnen vundne råjern, skal de ledsagende urenheder som kulstof, mangan, silicium, fosfor og andre grundstoffer fjernes eller mængden reduceres. Dette sker ved den såkaldte friskning. Her oxideres de uønskede ledsagende stoffer og undviger enten som gas (f.eks. CO2) eller flyder oven på det flydende stål som slagge.
Ved Siemens-Martin-processen frembringes den oxiderende virkning ved tilsætning af en bestemt mængde skrot, jernmalm eller kalk (sammensætningen kaldes beskikning), som afgiver ilt til det smeltede råjern. Denne faste tilsætning bliver ført ind i hærdovnen gennem huller med en chargiermaskine. Ved flydende tilsats hældes råjernet ind i ovnen ad en rende.
Normalt bliver hærdovnen kombineret med den siemenske regenerativ-fyring, der er anbragt i et kammer under hærden. Ved regenerativfyring bliver forgasset brændsel opvarmet af de udstrømmende gasser fra ovnen for at kunne opnå den krævede temperatur på 1800 °C. De hede flammegasser har også en oxiderende virkning, og ledes direkte ind i det smeltede jern.

### Processens forløb
Smelteprocessen inddeles i mange afsnit, men disse kan ikke adskilles skarpt:
1. Ovnpleje: Udbedring af overovnens udforing, rydning af ovnen, rengøring af hvælvingen, kontrol af måleudstyr (ca. 0,5 timer)
2. Indsætning: Tilførsel af ladning (charge) og stoffer til dannelse af slagge (ca. 2 timer)
3. Indsmeltning: Smeltning af indholdet i ovnen (ca. 3,5 timer)
4. Færdiggørelse: Arbejdet med analyser og den temperatur, der skal nås inden udtapning (ca. 1,5 timer)
5. Afiltning og legering af det smeltede jern. Processen standses ved at tilsætte ferrosilicium, der forbinder sig med ilterne og optages af slaggen.
6. Udtapning når den krævede temperatur er nået og analyserne er færdige (efter ca. 6–17 min)

Samlet tidsforbrug ca. 8 timer.
Umiddelbart efter udtapningen udstøbes stålet i kokiller. Når disse råemner er størknet, viderebehandles de i valseværket.

### Opbygningen af en Siemens-Martin ovn
Ovnen består af en over- og en underovn.
Overovnen udgøres af hærden, en fordybning i et overhvælvet ovnkammer, i hvilket den metalliske ladning smeltes. Ud over hvælv og vægge, er forovnen forsynet med en rende til udtapning af det smeltede stål. Ved siden af en ståkonstruktion, består ovnen af ildfaste materialer. Brændere med huller til gas og luft tjener til ophedning af råmaterialerne. Beskikningen sker med en ovnkran placeret over ovnen.
I underovnen findes slagge- og regenerativkamrene. I slaggekammeret bliver støv og slaggepartikler opsamlet. I regenerativkammeret udnyttes varmen fra udblæsningen til forvarmning af luft og generatorgas. Kamrene er udforet med ildfaste materialer.
Ved regenerativfyringen udnyttes udstødningens varmeindhold til forvarmning af den gas og den luft, der skal opvarme ovnkammeret. Det er nødvendigt periodisk at skifte mellem to kamre med 8 – 20 minutters intervaller. Dette gøres fra en betjeningsplads. Underovnen og forbrændingskammeret er forbundet med kanaler.

## Historisk
I 1856 indgav Friedrich Siemens en patentansøgning på sin opfindelse af regenerativovnen. Denne nye ovn var baseret på opnåelsen af en meget høj temperatur ved forvarmning af brændstof og luft. Wilhelm Siemens eksperimenterede med denne ovn i adskillige år. Hvor betydningsuld opfindelsen af denne ovn end var, så lykkedes det ikke for brødrene at fremstille smeltet stål, da også ovnens udforing var tilbøjelig til at smelte ved de opnåede temperaturer på 1600 °C. Friedrich Siemens anvendte i stedet ovnen til fremstilling af glas og blev derved en af de betydeligste glasproducenter i Europa.
I Frankrig blev jernfremstillingseksperterne Émile og Pierre-Émile Martin (far og søn) opmærksomme på ovnens store fordele, og fik licens fra Wilhelm Simens på at benytte ovnen. Det lykkedes for Martin-familien at få et gennembrud i anvendelsen, idet de anvendte mere temperaturbestandige sten i ovnen. Processen til fremstilling af stål i sure, regenerativt fyrede flammeovne var født.
I 1867 fik familien højeste udmærkelse på Verdensudstillingen for deres fremragende stål, og brødrene Siemens fik højeste udmærkelse for deres ovn.
Siemens-Martin-processen var i over 100 år en af de betydeligste metoder til stålfremstilling. Den erhvervsmæssige store betydning ligger bl.a. i den høje anvendelse af skrot.
Siemens-Martin-æraen begyndte d. 8. april 1864 i den franske by Sireuil. Den første ovn på tysk område blev opført i 1868 i Kapfenberg i Østrig. I selve Tyskland blev den første Siemens-Martin-ovn sat i drift i 1869 i byen Essen af Alfred Krupp og kort efter også i Berlin. Omtrent samtidig toges teknikken også i brug i England, Sverige, Italien og USA. I begyndelsen af det 20. århundrede var de sidste begyndervanskeligheder overvundet.
I 1910 udviklede Johannes Maerz (1873–1941) det Maerzske ovnhoved til fyring med hed gas fra forskellige brændsler og forbedret flammedannelse.
Fra 1915 steg andelen af Siemens-Martin-stål i Tyskland til over 50%. I slutningen af 1940'erne udgjorde stålet 75% af verdensproduktionen. I 1965 toppede den samlede verdensproduktion med 270 millioner ton.
På grund af nyere produktionsteknikker gik produktionen af Siemens-Martin-stål fra da af stærkt tilbage. I Vesteuropa blev processen overvejende afløst af metoden med iltindblæsning og fra slutningen af 1980'erne af elektrostål-processen, der bedre tillader fremstilling af legerede stål. Den gamle metode anvendes stadig enkelte steder i USA, Kina og Rusland.
I 1985 var Siemens-Martin-stålet uden betydning i Vesteuropa og blev kun anvendt i større omfang i Østeuropa og Kina.

### Den sidste Siemens-Martin-ovn i Vesteuropa
Den sidste Siemens-Martin-ovn i Vesteuropa befinder sig i
Industriemuseum Brandenburg an der Havel. Den blev taget i brug d. 12. oktober 1967 på  VEB Stahl- und Walzwerk Brandenburg. Oprindelig var den tænkt som en forsøgsovn. Den sidste udtapning fra denne ovn fandt sted d. 13. december 1993.